# Henry Willis & Sons

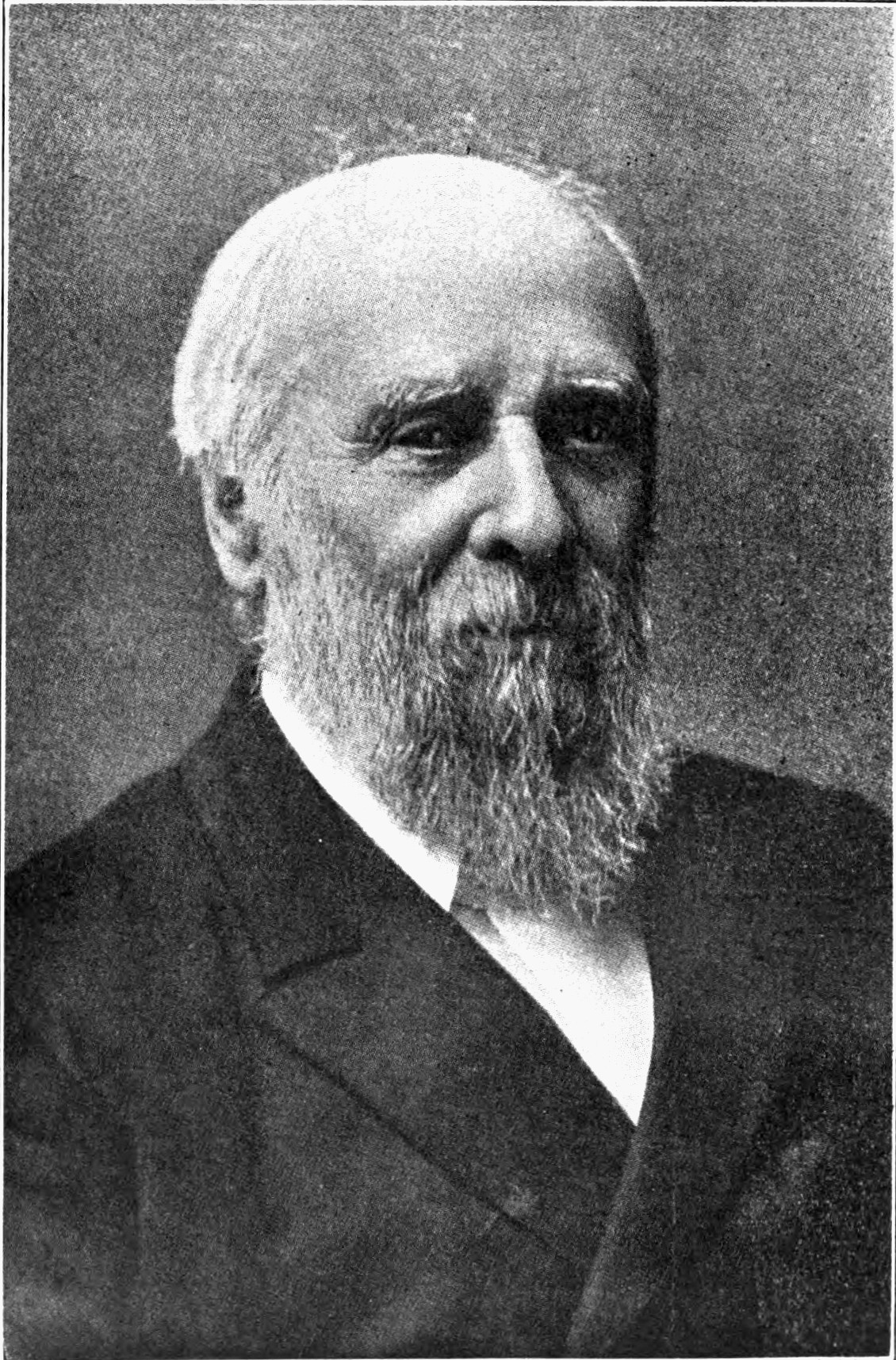
Henry Willis I „Father Willis”

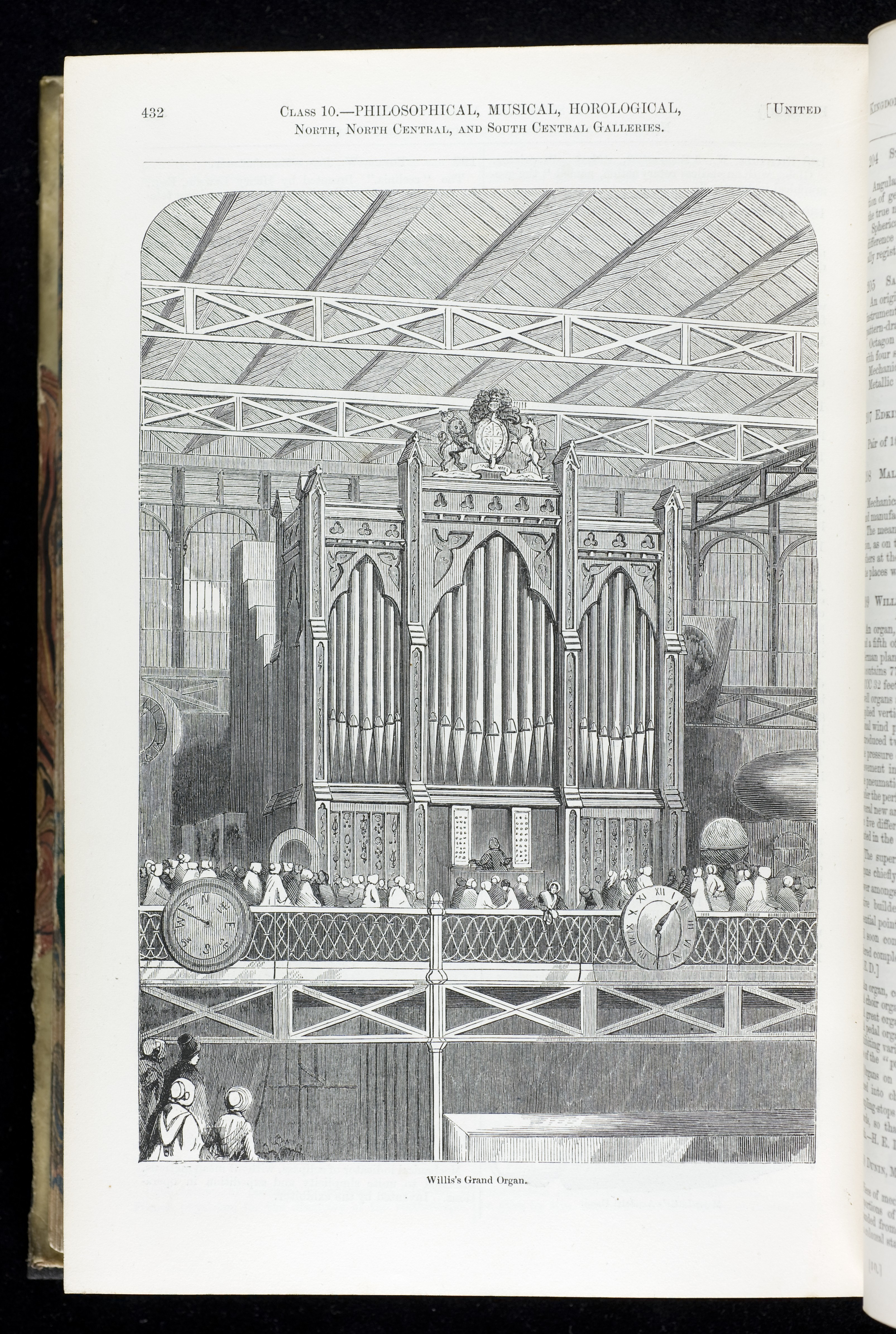
Organy Henry’ego Willisa I z EXPO w Lonynie, 1851

Henry Willis & Sons – brytyjska firma organmistrzowska założona w 1845. Do 2023 wyprodukowała i zainstalowała ponad 2500 organów piszczałkowych, głównie w Wielkiej Brytanii a także w innych rejonach świata. Prezesem firmy jest David Wyld.

## Historia
Założycielem firmy był Henry Willis I „Father Willis” (ur. 1821, zm. 1901). Jego ojciec (Henry, ur. 1794, zm. 1872) był z zawodu stolarzem, a amatorsko śpiewakiem w lokalnym chórze kościelnym i perkusistą lokalnej grupy muzycznej. Henry I od najmłodszych lat uczył się gry na pianinie i organach. Od 1835, przez siedem lat odbywał praktykę w warsztacie organmistrzowskim Johna Graya (Gray & Davison). W 1842 roku wyjechał na trzy lata do Cheltenham, gdzie pracował u Wardle'a Evansa – skrzypka, nauczyciela muzyki i producenta instrumentów muzycznych. W 1845 wrócił do Londynu i rozpoczął działalność gospodarczą. Przez pierwsze lata produkował instrumenty w zachodniej części Anglii. W 1851 zaprezentował swoje 70-głosowe organy na EXPO w Londynie.
Henry Willis II (ur. 1852, zm. 1927) był drugim synem Henry’ego I. Wczesną edukację pobierał w Merchant Taylors' School i w Charterhouse w Londynie. Praktykę organmistrzowską odbywał w latach 1868–1872 w warsztacie ojca. Specjalizował się w głosach języczkowych. W 1878 Henry I przyjął go, i swojego starszego syna Vincenta do spółki. W 1883 roku Henry II został wysłany do filii w Liverpoolu, aby pomagać Vincentowi. Henry II większość czasu poświęcał na opracowywanie innowacji, nie na zarządzanie przedsiębiorstwem, co było powodem sporów z bratem i w 1894 doprowadziło do opuszczenia spółki przez Vincenta.
Henry Willis III (ur. 1889, zm. 1966) urodził się w Liverpoolu i uczęszczał do Liverpool Collegiate School. W 1910 zakończył praktykę w warsztacie ojca, i wszedł z nim do spółki. W 1912 przejął samodzielne zarządzanie firmą i przeniósł zakład z Homerton na wschodzie Londynu do Brixton na południu. W latach 20. XX wieku podróżował po Europie i Stanach Zjednoczonych. W okresie międzywojennym dokonał zmian w standardzie konstrukcyjnym traktury i palecie głosów. Członkiem i prezesem kilku stowarzyszeń zrzeszających budowniczych organów.
Henry Willis 4 (ur. 1927, zm. 2018) – najmłodsze dziecko i jedyny syn Henry’ego III – przejął zarządzanie firmą w 1966, po śmierci ojca. Przedtem, od 1948 odbywał praktykę zawodową, po ukończeniu której kierował filią zakładu w Liverpoolu. Po przejęciu całej firmy zlikwidował siedzibę londyńską i wybudował nową fabrykę w Petersfield, w hrabstwie Hampshire. W 1997 przeszedł na emeryturę i przeprowadził się z żoną do Indii, gdzie zmarł 23 czerwca 2018, w wieku 91 lat.
W 1997, prezesem „Henry Willis & Sons” został mianowany David Wyld – z wykształcenia chemik. Pracował w dużej firmie produkującej gumę i tworzywa sztuczne. Jednocześnie studiował muzykę w zakresie gry na organach, kontrapunktu i kompozycji pod okiem Philipa Moore’a, a później Ruth Gipps.

## Dzieła
Niektóre organy piszczałkowe zbudowane przez firmę „Henry Willis & Sons”:
| Rok      | Miejscowość               | Budynek                                 | Budowniczy | Uwagi                                               |
| -------- | ------------------------- | --------------------------------------- | ---------- | --------------------------------------------------- |
| 1851     | Winchester (Anglia)       | Katedra w Winchesterze                  | Henry I    | 70-głosowe organy wystawione na EXPO w Londynie     |
| ok. 1851 | Liverpool (Anglia)        | St George's Hall                        | Henry I    | 100 głosów                                          |
| 1866     | Londyn (Anglia)           | Kaplica Kolegium Królewskiego           | Henry I    | [ 4 ]                                               |
| 1871     | Londyn (Anglia)           | Royal Albert Hall                       | Henry I    | [ 5 ]                                               |
| 1876     | Wyspa Norfolk (Australia) | Kościół św. Barnaby                     | Henry I    |                                                     |
| 1877     | Salisbury (Anglia)        | Katedra w Salisbury                     | Henry I    | [ 6 ]                                               |
| 1877     | Londyn (Anglia)           | Union Chapel                            | Henry I    | [ 7 ]                                               |
| 1881     | Bodalla (Australia)       | Kościół Wszystkich Świętych             | Henry I    |                                                     |
| 1887     | Truro (Anglia)            | Katedra w Truro                         | Henry I    | [ 8 ]                                               |
| 1891     | Woodstock (Anglia)        | Blenheim Palace                         | Henry I    | [ 9 ]                                               |
| 1892     | Brisbane (Australia)      | Brisbane City Hall                      | Henry I    | [ 10 ]                                              |
| 1898     | Londyn (Anglia)           | Katedra św. Pawła                       | Henry I    | [ 11 ]                                              |
| 1903     | Glasgow (Szkocja)         | Archikatedra św. Andrzeja               | Henry I    | [ 12 ]                                              |
| 1910     | Liverpool (Anglia)        | Kaplica Maryi w katedrze liverpoolskiej | Henry III  | Instrument na zaliczenie praktyki w warsztacie ojca |
| ok. 1912 | Liverpool (Anglia)        | Katedra w Liverpoolu                    | Henry III  | [ 13 ]                                              |
| 1932     | Londyn (Anglia)           | Katedra Westminsterska                  | Henry III  |                                                     |
| 1932     | Sheffield (Anglia)        | Sheffield City Hall                     | Henry III  |                                                     |